# Lewis Zeigler
Lewis Jerome Zeigler (* 4. Januar 1944 in Harrisburg; † 12. August 2022 in Monrovia) war ein liberianischer Geistlicher und römisch-katholischer Erzbischof von Monrovia in Liberia.

## Leben
Lewis Zeigler studierte Philosophie und Katholische Theologie in Ibadan, Nigeria und empfing am 22. Dezember 1974 das Sakrament der Priesterweihe für das Apostolische Vikariat Monrovia.
Zeigler war zunächst von 1974 bis 1976 als Pfarrvikar und Pfarrer in verschiedenen Pfarreien tätig, bevor er für weiterführende Studien im Fach Pastoraltheologie an die Maryknoll School of Theology in den USA entsandt wurde. Nach der Rückkehr in seine Heimat im Jahr 1979 wirkte Lewis Zeigler als nationaler Verantwortlicher für die Berufungspastoral. 1982 wurde er Rektor des Kleinen Seminars des Erzbistums Monrovia. Von 1983 bis 1991 war er Pfarrer verschiedener Pfarreien. Am 17. November 1986 wurde Zeigler in den Klerus des Bistums Gbarnga inkardiniert. Von 1994 bis 1997 wirkte er als Seelsorger für die liberianischen Flüchtlinge in der Elfenbeinküste. Anschließend wurde Zeigler Generalvikar des Bistums Gbarnga. Ab Dezember 2000 war er Diözesanadministrator des vakanten Bistums Gbarnga.
Am 30. Mai 2002 ernannte ihn Papst Johannes Paul II. zum Bischof von Gbarnga. Der Erzbischof von Monrovia, Michael Kpakala Francis, spendete ihm am 9. November desselben Jahres in der Kathedrale Holy Spirit in Gbarnga die Bischofsweihe; Mitkonsekratoren waren Joseph Henry Ganda, Erzbischof von Freetown und Bo, und Boniface Nyema Dalieh, Bischof von Cape Palmas. Von März 2005 bis 2017 war Lewis Zeigler zudem Präsident der Katholischen Bischofskonferenz von Liberia.
Papst Benedikt XVI. ernannte ihn am 11. Juli 2009 zum Koadjutorerzbischof von Monrovia. Nach der Emeritierung Michael Kpakala Francis’ folgte er ihm am 12. Februar 2011 als Erzbischof von Monrovia nach.
Im August 2014 gehörte Zeigler zu den Unterzeichnern einer Erklärung, in denen Homosexualität für den Ausbruch der Ebolafieber-Epidemie 2014 verantwortlich gemacht wurde; er war damit der höchstrangige römisch-katholische Würdenträger unter den Unterzeichnern.
Am 7. Juni 2021 nahm Papst Franziskus das von Lewis Zeigler aus Altersgründen vorgebrachte Rücktrittsgesuch an. Lewis Zeigler starb am 12. August 2022 im Alter von 78 Jahren im katholischen Krankenhaus St. Joseph in Monrovia.